# ВЕС Робін-Рігг
ВЕС Робін-Рігг (англ. Robin Rigg) – британська офшорна вітроелектростанція, споруджена в Ірландському морі біля західного узбережжя Шотландії.
Місце для розміщення ВЕС обрали в шотландському секторі затоки Солвей-Ферт. Сюди у вересні 2007 для облаштування фундаментів прибула самопідйомна баржа Lisa A. Проте невдовзі під час тестового підйому дві опори неочікувано надмірно заглибились у глиняне дно, що загрожувало перевертанням судна. Після обстеження встановили необхідність суттєвого ремонту опор, для проведення якого судно відправили на верф.  
Для виконання своїх зобов'язань підрядник залучив до робіт судно іншої компанії – самопідйомну установку MPI Resolution, яка працювала до повернення Lisa A весною 2008 року. Проте невдовзі виявилось, що після ремонту це судно витрачає надмірний час на один цикл переходу в робочий стан. Для задоволення вимог інвестора електростанції до проведення монтажу знову приступило MPI Resolution, яке до початку лютого 2009-го спорудило 60 фундаментів (із загальної кількості 62).
Через зазначені вище затримки введення ВЕС в комерційну експлуатацію відбулось значно пізніше від запланованого, у 2010 році. Крім того, вже по виконанні будівельних робіт стало відомо про недоліки в частині кріплення до паль, пов'язані із застосуванням стандарту DNV J101 .
На фундаментах, споруджених в районі з глибинами моря від 5 до 20 метрів (при цьому палі заглиблюються під дно на 30-40 метрів), розмістили башти висотою 80 метрів та власне вітрові агрегати. Доставку останніх здійснювало судно Sea Energy, а безпосередній монтаж – судно Sea Worker. Всього було встановлено 60 вітрових турбін данської компанії Vestas типу V90 з одиничною потужністю 3 МВт та діаметром ротора 90 метрів.
Крім того, за допомогою плавучих кранів Samson та Taklift 4 змонтували дві підстанції. Вони приймають продукцію турбін та забезпечують її передачу під напругою 132 кВ на берег, який знаходиться на відстані 9 км. Прокладання головного експортного кабелю здійснило судно AMT Explorer.  
Вартість проекту, реалізованого компанією E.ON, склала 0,5 млрд євро.
У 2015 році судно MPI Adventure виконало демонтаж двох турбін, фундаменти яких внаслідок штормів зими 2013/2014 та руху піщаних наносів втратили контакт із морським дном.  